# Avenue de l'Agent-Sarre
L'avenue de l'Agent-Sarre est une voie de communication située dans le centre historique de Colombes, dans le département des Hauts-de-Seine.

## Situation et accès
Le tracé de cette avenue est confondu avec celui de la route nationale 186.
Commençant côté ouest, au carrefour de la rue du Bournard, de l'avenue Ménelotte et de la rue Victor-Hugo, elle marque notamment le début de la rue Théodule-Ribot et de la rue Clara-Lemoine, et se termine dans l'axe de l'avenue de la Redoute.

## Origine du nom

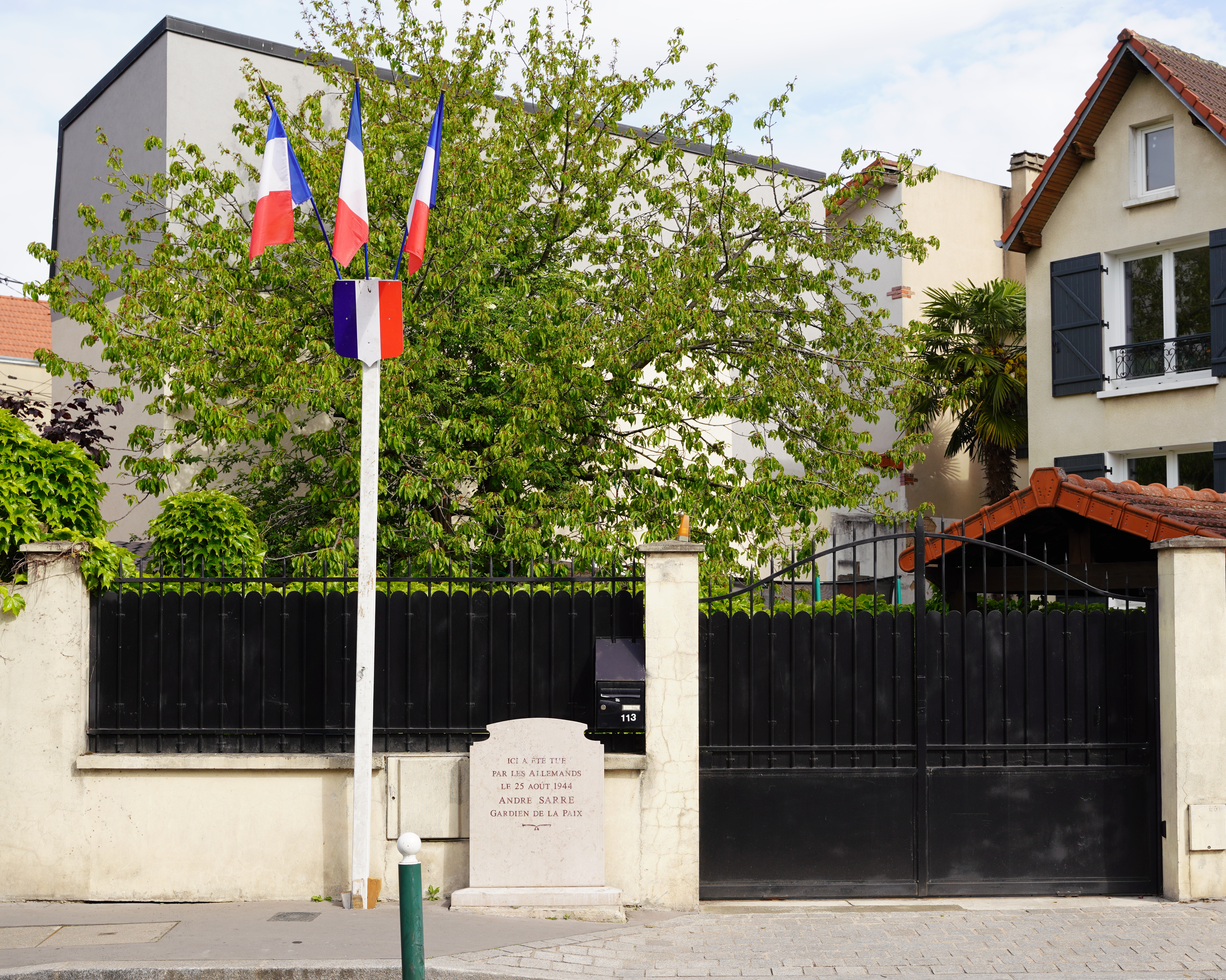
Monument Sarre pavoisé.

Elle porte le nom d'André Sarre, gardien de la paix du commissariat de Colombes, où il avait débuté le 18 mars 1938. Il fut abattu à l'âge de trente ans, le 25 août 1944 au pont de Bezons, d'une balle tirée par une patrouille motocycliste allemande.
Une stèle à sa mémoire se trouve au no 113, emplacement de sa mort.

## Historique
Pendant la crue de la Seine de 1910, comme de nombreux autres endroits situés à une faible altitude, cette voie de communication est lourdement atteinte par les inondations.
L'avenue, qui s'appelait initialement « avenue de Gennevilliers ». prend le nom d'« avenue d'Agent-Sarre », le 14 mars 1947.
Elle subit une rénovation complète en 2008,.

## Bâtiments remarquables et lieux de mémoire
- Square des Sazières[9].
- Au no 41, siège de l'entreprise Pylones.
- Au no 58, la salle des fêtes dite l'Oasis. D'après des témoignages locaux, c'est une maison datant de 1872 qui devint un restaurant, et à laquelle fut ajoutée en 1926 une salle de danse[10], faite d'une structure métallique à remplissage de brique couverte d’une verrière[11].
- Cette voie de communication a été représentée par une toile de Paul Signac intitulée La route de Gennevilliers.

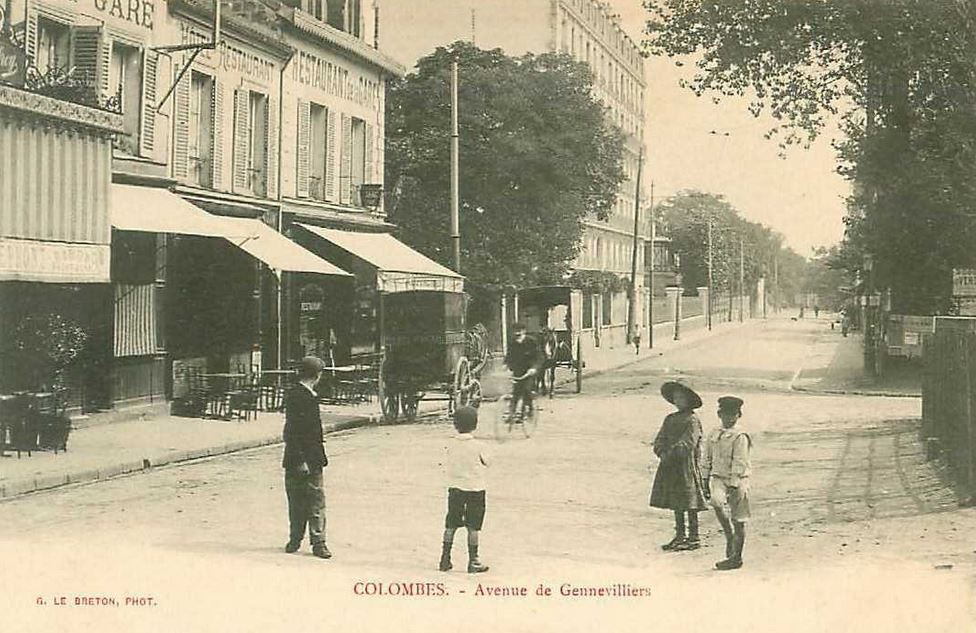
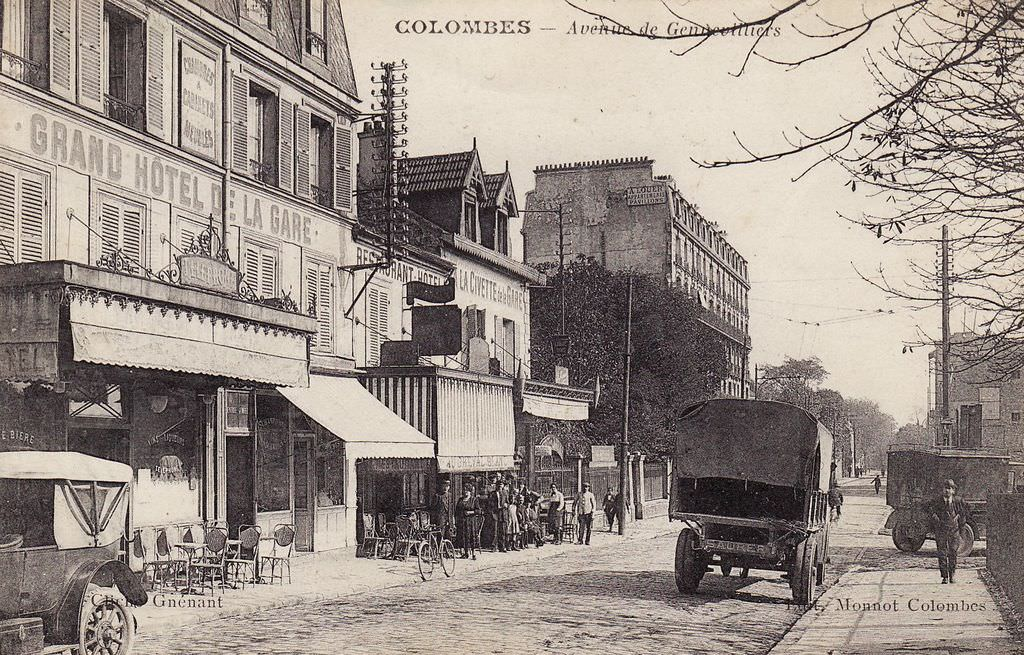
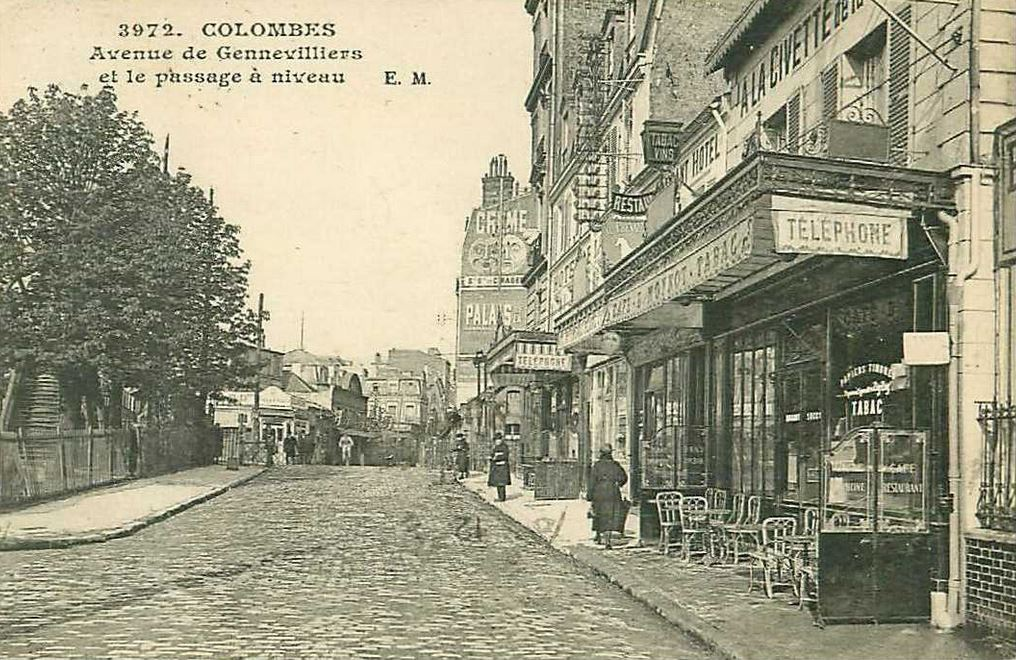
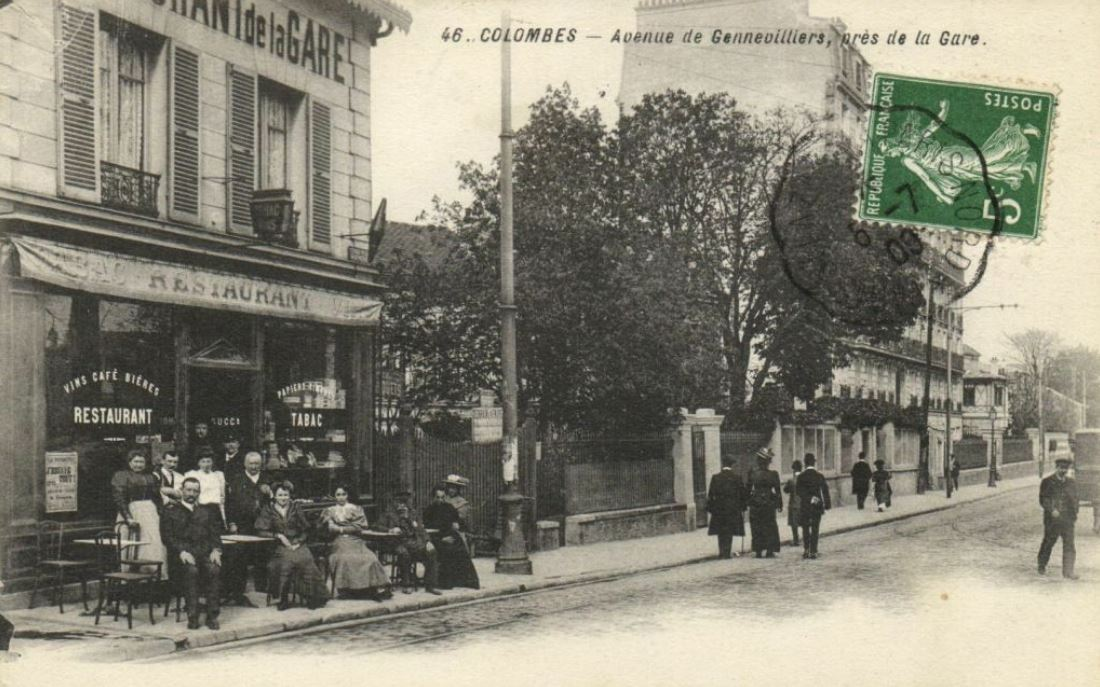